# Michael Nierhaus
Michael Nierhaus (* 14. September 1943 in Göttingen) ist ein deutscher Rechtswissenschaftler.

## Leben
Nach der Promotion 1972 in Köln und der Habilitation 1988 an der Universität Köln wurde er 1993 Professor für Staats-, Verwaltungs- und Kommunalrecht, Recht des öffentlich-rechtlichen Kreditwirtschaft in Potsdam. Sein Nachfolger ist Thorsten Ingo Schmidt.

## Schriften (Auswahl)
- Entscheidung, Präsidialakt und Gegenzeichnung. Ein Beitrag zur verfassungsrechtlichen Stellung des Bundespräsidenten im System des Grundgesetzes. München 1973, ISBN 3-8006-0347-0.
- Beweismass und Beweislast. Untersuchungsgrundsatz und Beteiligtenmitwirkung im Verwaltungsprozess. München 1989, ISBN 3-8006-1369-7.
- Kommunalrecht für Brandenburg. Baden-Baden 2003, ISBN 3-8329-0230-9.
- Rechtsprobleme der Gründung einer kommunalen Sparkasse. Potsdam 2006, ISBN 3-939469-15-7.